# Universitätsnamen
Dies ist eine Liste der lateinischen Namen von Universitäten in Deutschland und angrenzenden Ländern.
Bis in die Mitte des 19. Jahrhunderts war es üblich, diese Bezeichnungen (auch ohne Zusatz des Städtenamens) sowohl in privaten Briefen als auch in solchen Veröffentlichungen zu verwenden, die für den akademischen Bereich gedacht waren. Die Liste soll bei der Zuordnung helfen.
In die Liste aufgenommen wurden Universitäten, die vor 1800 bestanden. Dabei wurde für Deutschland Vollständigkeit angestrebt.
Um die Liste zu entlasten, sind allerdings Namen weggelassen worden, die ohne weiteres als Bezeichnung der Stadt erkennbar sind. Es fehlen also z. B. „Universitas Duisburga“.

## Erklärung
- Name: Nennt den lateinischen Namen der Einrichtung.
- Ort: Nennt den Ort der Einrichtung. Der Link führt zum Artikel über die Universität.
- Gründung: Nennt das Jahr, in dem die Universität gegründet worden ist.
- Andere Bezeichnungen: Nennt andere (vor allem lateinische) Bezeichnungen für die Universität

Bezeichnungen, die sich aus der ersten Spalte durch Hinzufügen von „Academia“, „Universitas“, „Alma mater“ o. ä. ergeben, werden meist nicht extra aufgeführt.
- Anmerkungen: Hinweise zur Geschichte und zum heutigen Namen, falls er sich nicht aus der lateinischen Bezeichnung ergibt

Die Liste kann durch Anklicken der Pfeilsymbole in den Spaltenköpfen umsortiert werden. Wiederholtes Auswählen kehrt die Sortierung um. Eine Mehrfachsortierung kann durch Auswählen mehrerer Spaltenköpfe nacheinander erreicht werden, da in der neusten Sortierung gleichrangige Einträge in der Reihenfolge der vorherigen Sortierung erhalten bleiben.

## Lateinische Universitätsnamen
| Name                           | Ort            | Gründung | Andere Bezeichnungen                                      | Anmerkungen |
| ------------------------------ | -------------- | -------- | --------------------------------------------------------- | --- |
| Adolphiana                     | Fulda          | 1734     | Alma Mater Adolphiana                                     | 1805 aufgelöst |
| Albertina                      | Freiburg       | 1457     | Albertina-Ludoviciana                                     | seit 1820 Albert-Ludwigs-Universität |
| Albertina                      | Königsberg     | 1544     | (Königl.) Albertus-Universität                            | bis 1945 |
| Universitas Argentinensis      | Straßburg      | 1621     | Universitas Argentoratensis                               | (Argentina = Straßburg!) seit 1566 Academie in Straßburg                                                                                 |
| Carolina                       | Prag           | 1348     | Universitas Carolina, Karls-Universität                   | |
| Carolina                       | Lund           | 1666     | Universitas Lundensis                                     | seit 1425 studium generale |
| Academia Carolina              | Osnabrück      | 1629     | Academia Carolina Osnabrugensis                           | 1633 aufgelöst, 1974 Neugründung |
| Carolo-Franciscea              | Graz           | 1585     | Universitas Litterarum Carolo-Franciscea Graecensis       | 1782 in Lyzeum umgewandelt, Neugründung 1827, seitdem Karl-Franzens-Universität                                                          |
| Casimiriana                    | Coburg         | 1705     |                                                           | 1723 geschlossen |
| Christiana Albertina           | Kiel           | 1665     | Christian-Albrechts-Universität                           | |
| Universitas Studii Coloniensis | Köln           | 1388     |                                                           | 1798 aufgelöst, 1919 wiedergegründet |
| Academia Cracoviae             | Krakau         | 1364     | Universitas (Jagellonica) Cracoviensis                    | seit 1817 Jagiellonen-Universität |
| Eberhardina                    | Tübingen       | 1477     | Alma Eberhardina                                          | seit 1769 Eberhard Karls Universität |
| Ernestina                      | Rinteln        | 1619     | Alma Ernestina, Academia Ernestina                        | 1810 geschlossen |
| Fridericiana                   | Bützow         | 1760     | Academia Fridericiana Buetzoviensi                        | 1789 wieder mit der Universität Rostock vereinigt                                                                                        |
| Alma Fridericiana              | Erlangen       | 1743     |                                                           | 1742 in Bayreuth gegründet, 1743 nach Erlangen verlegt; heute Friedrich-Alexander-Universität                                            |
| Fridericiana                   | Halle          | 1694     | Universitas hallensis                                     | 1817 mit Leucorea vereinigt, seit 1933 Martin-Luther-Universität, heute in Halle-Wittenberg                                              |
| Friderico-Wilhelmina           | Bonn           | 1786     | Rhenana Academia Friderico-Wilhelmina Bonnensi            | 1777 als Academie gegründet; 1798 aufgelöst, 1818 als Rheinische Friedrich-Wilhelms-Universität wiedergegründet                          |
| Georgia Augusta                | Göttingen      | 1737     |                                                           | |
| Gryphica                       | Greifswald     | 1456     | Alma Mater Gryphiswaldensis, Universitas Gryphiswaldensis | heute Universität Greifswald |
| Academia Gustaviana            | Dorpat / Tartu | 1632     | Academia Dorpatensis, 1690–1710 Academia Gustavo-Carolina | 1710 Betrieb eingestellt, 1802 wieder gegründet: Kaiserliche Universität, weitere Namensänderungen                                       |
| Universitas Hafniensis         | Kopenhagen     | 1479     |                                                           | |
| Hierana                        | Erfurt         | 1389     | Alma mater Erfordensis                                    | 1816 geschlossen, 1994 neu gegründet |
| Collegium St. Hieronymi        | Dillingen      | 1549     |                                                           | 1803 geschlossen |
| Julia                          | Helmstedt      | 1576     | Academia Julia Carolina, Academia Helmstadiensis          | 1810 geschlossen |
| Juliana                        | Würzburg       | 1582     | Universitas Wircebergensis, Universitas Herbipolensis     | Vorgänger-Universität 1402–1413, heute Julius-Maximilians-Universität                                                                    |
| Leucorea                       | Wittenberg     | 1502     | Alma Mater Leucorea                                       | 1814 geschlossen, heute Teil der Martin-Luther-Universität Halle-Wittenberg                                                              |
| Alma mater lipsiensis          | Leipzig        | 1409     |                                                           | |
| Academia Lovaniensis           | Löwen          | 1425     |                                                           | 1797 geschlossen, 1817–1835 Reichsuniversität, 1834–1968 katholische Universität, heute geteilt in flämische und wallonische Universität |
| Ludoviciana                    | Gießen         | 1607     | Academia Hassiace Gissensis, Ludwigsuniversität           | seit 1957 Justus-Liebig-Universität |
| Ludoviciana                    | Ingolstadt     | 1472     | Ludwigsuniversität                                        | 1800 nach Landshut, 1826 nach München verlegt, seit 1802 Ludwig-Maximilians-Universität                                                  |
| Ludovico-Maximiliana           | Landshut       | 1800     |                                                           | bis 1800 in Ingolstadt, 1826 nach München verlegt, seit 1802 Ludwig-Maximilians-Universität                                              |
| Ludovico-Maximiliana           | München        | 1826     |                                                           | vorher in Ingolstadt und Landshut, ab 1826 München; schon in Landshut Ludwig-Maximilians-Universität, heute oft LMU                      |
| Universitas Moguntina          | Mainz          | 1734     | Adolphiana?                                               | 1798 aufgehoben, 1946 wiedergegründet, heute Johannes Gutenberg-Universität                                                              |
| Academia Norica                | Altdorf        | 1622     | Universitas Altdorfina                                    | schon 1575 als Academie, 1809 aufgelöst                                                                                                  |
| Alma Mater Oenipontana         | Innsbruck      | 1669     |                                                           | seit 1562 Akademisches Gymnasium, 1783–1826 Lyceum, seit 1826 Leopold-Franzens-Universität                                               |
| Academia Ottoniana             | Bamberg        | 1773     | Academia Bambergensis, Universitas Ottoniano Fridericiana | Otto-Friedrich-Universität seit 1773; 1647 Academie gegründet, 1803 aufgehoben, Wiedergründung 1979                                      |
| Philippina                     | Marburg        | 1527     | Alma Mater Philippina                                     | |
| Universitas Rostochiensis      | Rostock        | 1419     |                                                           | |
| Rudolphina                     | Wien           | 1365     | Alma Mater Rudolphina Vindobonensis                       | |
| Rupertina                      | Heidelberg     | 1386     | Ruperto Carolina                                          | seit 1803 Ruprecht-Karls-Universität |
| Salana                         | Jena           | 1557     | Alma mater jenensis                                       | heute Friedrich-Schiller-Universität |
| Theodoriana                    | Paderborn      | 1614     |                                                           | 1843 in Philosophisch-Theologische Lehranstalt umgewandelt, heute „Theologische Fakultät“                                                |
| Universitas Ultrajectina       | Utrecht        | 1636     |                                                           | |
| Viadrina                       | Frankfurt      | 1506     | Universitas Francofortensis ad viadrum                    | 1811 geschlossen, Name von der 1991 gegründeten Europa-Universität übernommen                                                            |